# Шрамко, Юрий Меркурьевич
Юрий Меркурьевич Шрамко (2 ноября 1930 — 2 мая 2019) — советский государственный деятель, генерал-майор, председатель правления коммерческого банка. Депутат Верховного Совета УССР 11-го созыва.

## Биография
В 1953 году окончил философский факультет Киевского государственного университета имени Тараса Шевченко.
В 1953—1955 г. — заведующий отдела культуры исполнительного комитета Александровского районного совета депутатов трудящихся Ворошиловградской области.
Член КПСС с 1955 года.
В 1955—1958 г. — 1-й секретарь Александровского районного комитета ЛКСМУ Ворошиловградской области.
В 1958—1959 г. — 2-й секретарь Луганского областного комитета ЛКСМУ.
В 1959—1961 г. — 1-й секретарь Луганского областного комитета ЛКСМУ.
В 1961—1963 г. — заведующий отделом спортивной и оборонно-массовой работы ЦК ВЛКСМ.
С 1963 года работал в органах государственной безопасности СССР. В 1963—1966 г. — начальник отдела Комитета государственной безопасности (КГБ) при СМ Украинской ССР.
В 1966—1972 г. — заместитель начальника Управления КГБ при СМ Украинской ССР по Киевской области.
В 1972—1980 г. — начальник Управления КГБ при СМ Украинской ССР по Ворошиловградской области.
В 1980—1987 г. — начальник Управления КГБ Украинской ССР по Харьковской области.
В 1987—1991 г. — начальник Управления КГБ Украинской ССР по Киеву и Киевской области.
В 1992—1993 г. — в Министерстве машиностроения, военно-промышленного комплекса и конверсии Украины.
В 1993—1994 г. — заместитель председателя правления инновационно-коммерческого «НПК-банк» (ОАО «Реал-Банк») в городе Харькове. В 1994—2011 г. — председатель правления открытого акционерного общества (ОАО) «Реал-Банк» в городе Харькове.
В 2003—2012 г. — вице-президент Харьковского банковского союза. С 2012 г. — вице-президент ПАО «Восточно-Украинский банк „Грант“».
Член совета Ассоциации украинских банков, председатель Украинского объединения военнослужащих запаса и в отставке «Правопорядок».

## Звание
- генерал-майор (27.10.1977)

## Награды
- орден Трудового Красного Знамени (1985)
- орден Красной Звезды (1967)
- 28 медалей
- почётная грамота Президиума Верховного Совета УССР
- почётный гражданин города Харькова (2010)
- почётный гражданин Харьковской области (30.09.2012)